# WTA Austrian Open 2000
Il WTA Austrian Open 2000 è stato un torneo di tennis giocato sulla terra rossa. È stata la 28ª edizione del torneo, che fa parte della categoria Tier III nell'ambito del WTA Tour 2000. Si è giocato a Klagenfurt in Austria, dal 10 al 16 luglio 2000.

## Campionesse

### Singolare
Barbara Schett ha battuto in finale  Patty Schnyder con il punteggio di 5–7, 6–4, 6–4

### Doppio
Laura Montalvo /  Paola Suárez hanno battuto in finale  Barbara Schett /  Patty Schnyder con il punteggio di 7–6, 6–1